# Catedral-Basílica Primacial de São Salvador
A Catedral-Basílica Primacial de São Salvador é a igreja mãe de todas as igrejas na circunscrição eclesiástica de São Salvador da Bahia, onde fica a cátedra do arcebispo metropolitano e primaz do Brasil. Nela também se encontra a sede da Paróquia da Transfiguração do Senhor. Essa igreja catedral é a antiga capela do colégio dos jesuítas, que no ano da supressão da ordem foi entregue à Arquidiocese, e também porque a antiga catedral fora demolida.
É nesta igreja que o arcebispo primaz preside os principais atos litúrgicos de sua sé. Chama-se de Catedral Primacial por se tratar da catedral da primeira arquidiocese do Brasil. De estilo predominantemente maneirista, é um dos monumentos mais importantes do centro histórico de Salvador, com proporções majestosas e esplêndida obra de talha nos altares.

## Histórico
Quando os jesuítas chegaram a Salvador, em 1549, integrando a comitiva do governador-geral Tomé de Sousa, fundaram uma pequena capela dedicada a Nossa Senhora da Ajuda, dentro dos muros da cidade. Mas não se demoraram muito ali, pois receberam em doação um terreno fora dos muros. Sobre essa condição, as referências são vagas, havendo o registro feito em 1663 por Simão de Vasconcelos em "Crônica da Companhia de Jesus", onde se lê:
"Razão tinha Manuel da Nóbrega para dar a Tomé de Sousa, quando este lhe objetava estar fora da cidade o local escolhido para o Colégio; a mesma resposta que o Padre Simão Rodrigues deu a El-Rei D. João III perante objeção idêntica, a respeito da casa de S. Roque, em Lisboa: Não se arreceie Vossa Alteza de ficar a casa fora da Cidade; a cidade virá juntar-se ao redor da casa. E assim foi. O grande bairro dos Andrades teve como célula genética a casa de S. Roque, como o Colégio da Bahia veio a fazer do Terreiro de Jesus o ponto central de Salvador".

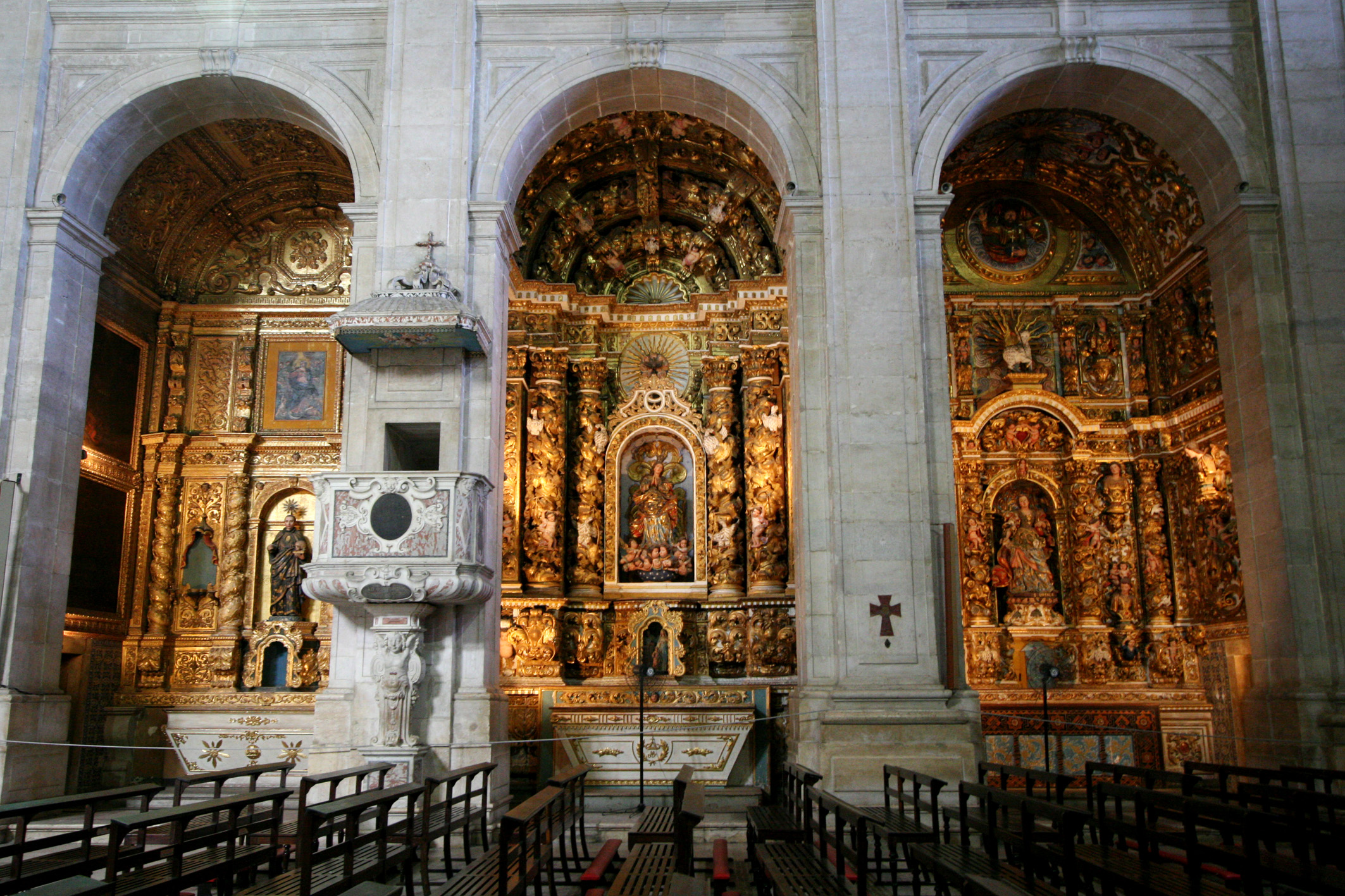
Altares laterais

Assim, em 1550 foi fundado o Colégio dos Meninos com sua capela, todos ainda em taipa, material que logo se arruinava, sendo várias vezes reedificado. Coube a Mem de Sá a construção de um templo em alvenaria. Fernão Cardim, em 1585, assim o descreveu:
"A igreja é capaz, bem cheia de ricos ornamentos de damasco branco e roxo, veludo verde e carmesim, todos com tela d'ouro; tem uma cruz e turíbulo de prata, uma boa custódia para as endoenças, muitos e devotos painéis de Cristo e todos os Apóstolos. Todos os três altares têm dosséis, com suas cortinas de tafetá carmesim. Tem uma cruz de prata dourada, de maravilhosa obra, com Santo Lenho, três cabeças das onze mil virgens, com outras muitas e grandes relíquias de santos, e uma imagem de Nossa Senhora de S. Lucas mui formosa e devota".
A atual igreja é a quarta a ser erguida no mesmo local. A autoria do projeto é incerta, mas o visitador padre Cristóvão de Gouveia afirmou ter alterado o risco original do irmão Francisco Dias. Sua pedra fundamental foi lançada em 1657, sendo inaugurada e consagrada em 1672. Mas ainda não estava totalmente pronta. O frontispício foi concluído em torno de 1679, os sinos vieram de Portugal somente em 1681, as torres foram arrematadas em 1694 e a decoração interna se estendeu por muito mais tempo. Em 1746 foram instaladas estátuas na fachada.
Com a expulsão dos jesuítas, foi utilizada como hospital militar e em 1833, abrigou a primeira escola de medicina do Brasil.

### Restauro

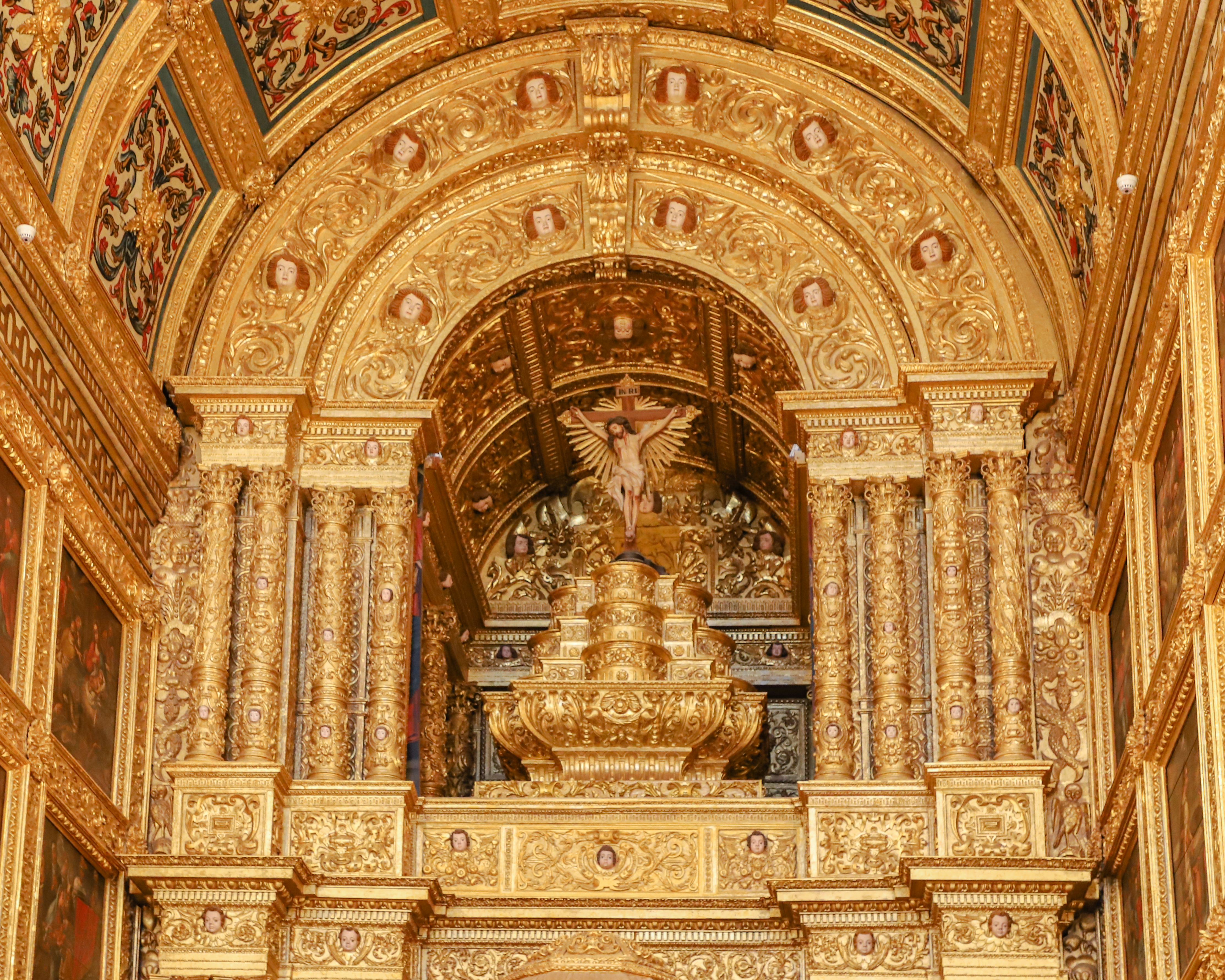
Detalhe do altar-mor

Em setembro de 2018 a Catedral foi entregue ao público após um processo de restauração que durou três anos e oito meses. O projeto envolveu a restauração dos treze altares, as pinturas em telas mantidas na Catedral, os painéis azulejados, o átrio, as torres de azulejo, o forro sob o coro, a fachada, o piso e também as lápides das sepulturas, como a de Mem de Sá (terceiro governador-geral do Brasil).
Todo este trabalho consumiu cerca de dezessete milhões de reais, orçamento usado nas cinquenta mil folhas de ouro e cinco mil folhas de prata para recuperar as peças, além da mão de obra. O trabalho contou com um time composto de mais de cento e vinte profissionais, multidisciplinar, que integraram com maestria técnicas e materiais tradicionais com contemporâneos para recuperação da Catedral e do seu acervo.

## Características

### Fachada

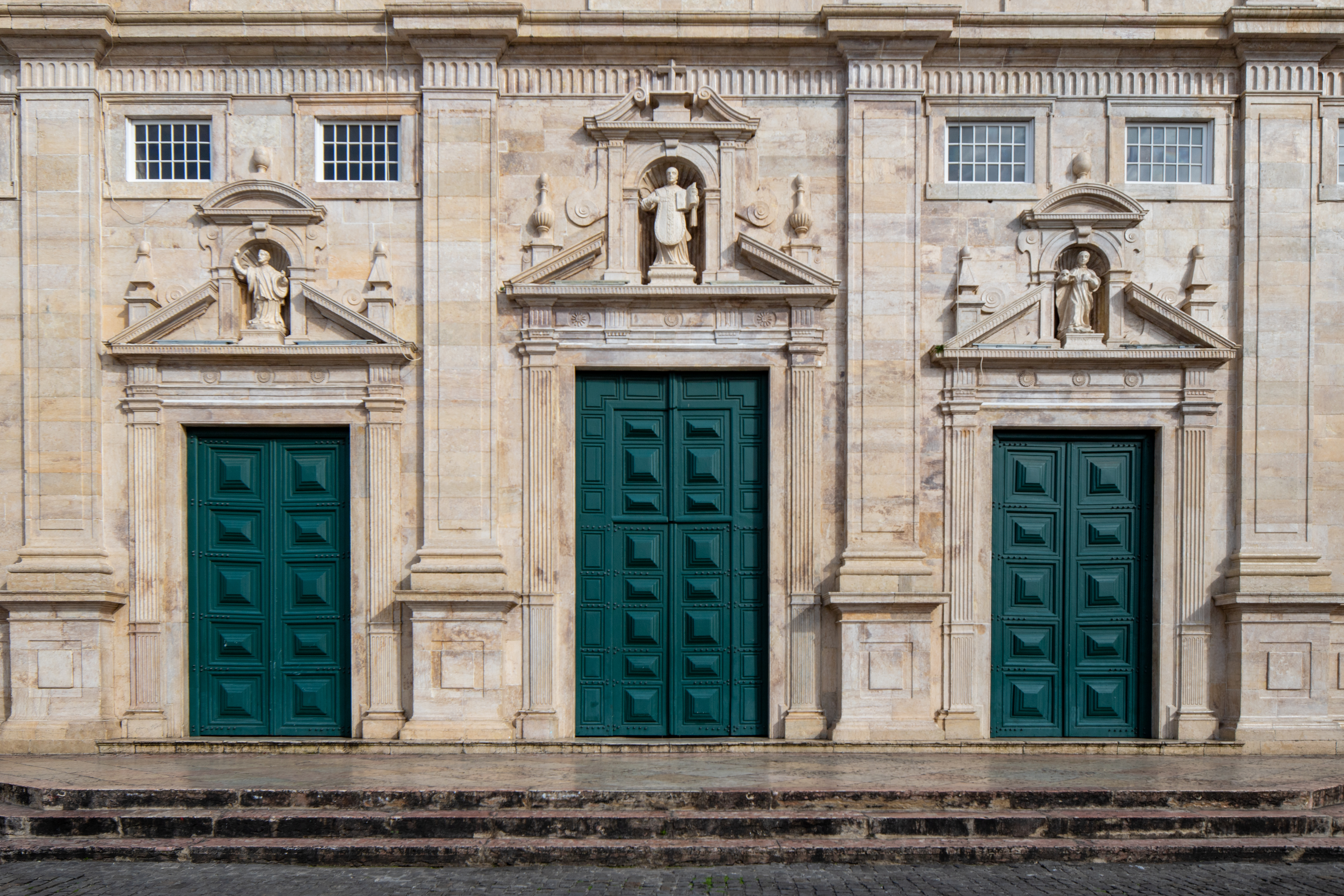
Detalhe da fachada

Apesar de ter sido construída durante o período barroco, a arquitetura da Catedral tem um estilo geral maneirista. O revestimento da fachada e do interior é de pedra de lioz importada de Portugal expressamente para a construção. A fachada é austera e monumental, dividida em cinco módulos verticais separados por pilastras. Nos três módulos centrais se abrem portas coroadas por frontispícios onde há nichos para estátuas. Sobre as portas estão as imagens de santos jesuítas: Santo Inácio de Loyola, São Francisco de Borja e São Francisco Xavier. Acima delas se abrem pequenas janelas. No nível superior, separado por uma larga cornija, há cinco janelas também coroadas por frontispícios, mas de menores dimensões. O último nível é o do frontão, vazado por uma janela quadrada, coroado por uma cruz e pináculos, e ladeado por duas grandes volutas. Nas extremidades se elevam dois pequenos campanários com coruchéus prismáticos.

### Nave central, capelas e altares

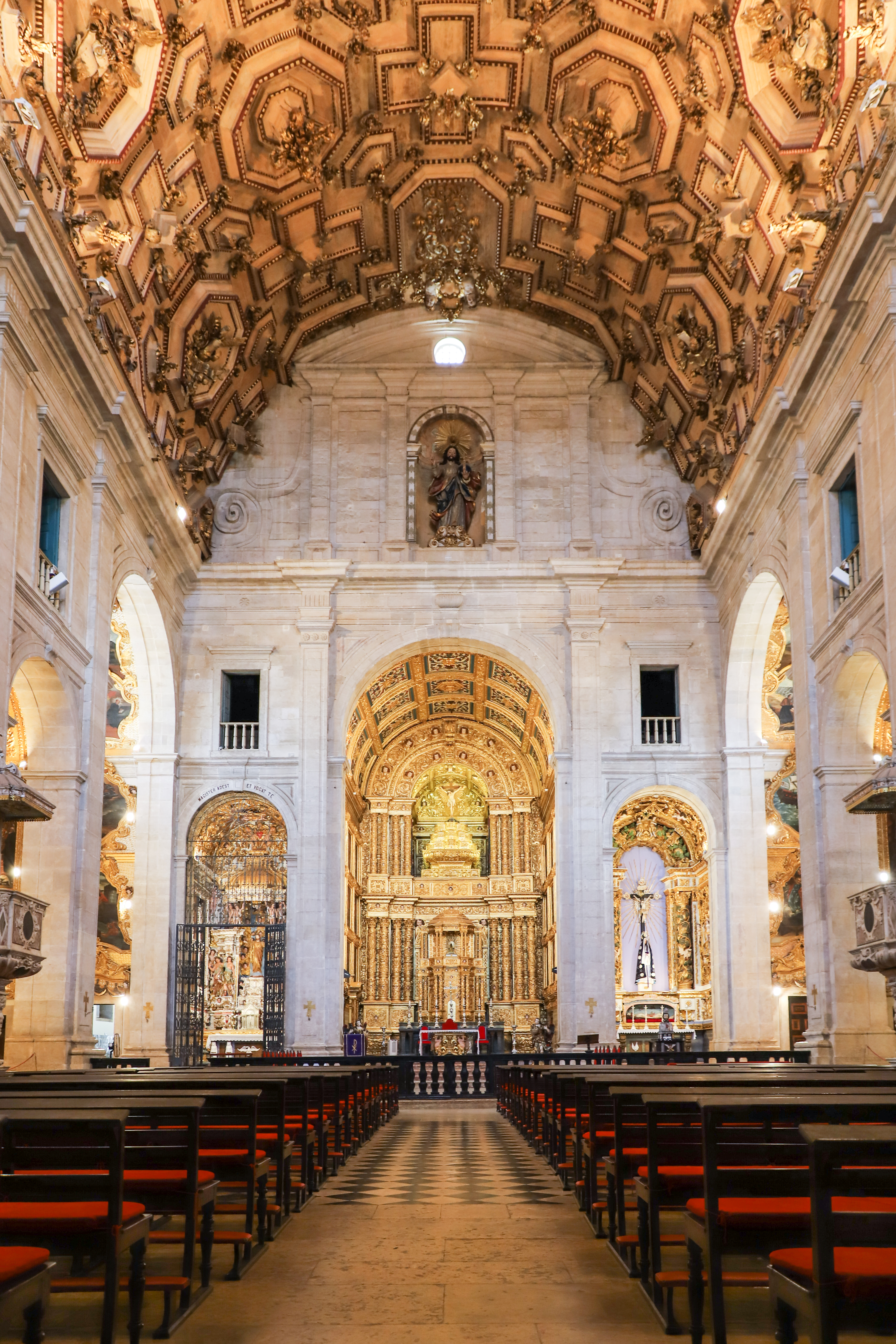
Nave

Possui uma única nave, uma capela-mor ladeada de duas pequenas capelas, mais duas capelas no transepto e outras ao longo da nave. A decoração das capelas secundárias é desigual e de difícil datação, tendo sido ornamentadas em diferentes períodos e várias vezes reformadas entre os séculos XVII e XVIII, assumindo características barrocas. Nelas trabalharam vários artistas, entre eles o entalhador João Correia , os irmãos Luís Manuel Trigueiros e Domingos Trigueiros, e os pintores Domingos Rodrigues e Eusébio de Matos. As únicas capelas que guardam sua configuração original são as de Santa Úrsula, São Francisco Xavier e Santo Inácio de Loyola. No total possui treze altares, o altar-mor data de 1665-1670, executado pelo irmão João Correia e auxiliares. O piso e os altares são compostos de mármores coloridos, oriundos de Portugal e Itália. Possui uma rica talha dourada, de grande importância artística e histórica, sendo um dos poucos altares maneiristas do Brasil. Em 1670 foi aberto um camarim na parte superior para exposição do Santíssimo Sacramento, decorado com painéis com as imagens de Santo Inácio e São Francisco Xavier, pintadas pelo irmão Domingos Rodrigues, autor de outros painéis na mesma capela. Em 1696, com a venda de uma fazenda doada por Manuel Pereira Pinto e sua esposa Antonia de Gois, a decoração da capela de São Francisco de Borgia foi finalizada. Em 1746 foi instalada uma imagem de Cristo Salvador em um nicho sobre o arco do cruzeiro, acima da capela-mor.

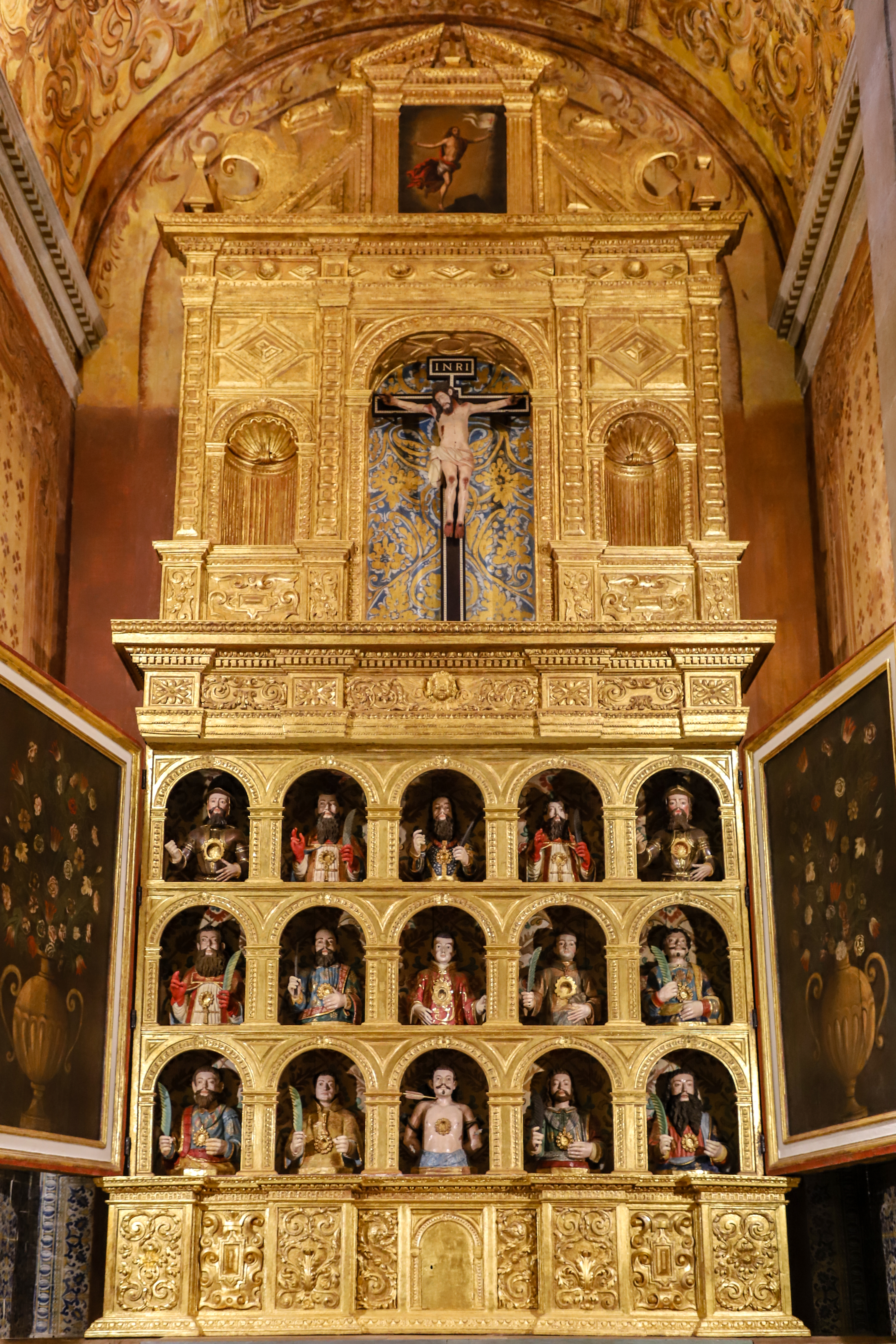
Detalhe do altar na capela dos Santos Mártires, em estilo maneirista

À esquerda da capela-mor está a capela do Santíssimo Sacramento, que recebeu muitas das alfaias procedentes da antiga Sé quando esta foi demolida, entre elas um relicário de ouro e prata cravejado de diamantes, duas credências de altar e três palmas de prata. A capela do lado direito, atualmente dedicada a Nossa Senhora das Dores, foi descaracterizada por sucessivas reformas, o fundo foi perdido, embora ainda preserve uma talha rica nas laterais e duas grandes estátuas. As duas capelas do transepto, por outro lado, de dimensões comparáveis à capela-mor, possuem monumentais altares barrocos, instalados em 1754, dedicados a São Francisco Xavier e Santo Inácio, além de pinturas emolduradas em talha que cobrem paredes e teto.
As capelas secundárias na nave originalmente guardavam preciosas obras de arte, mas pelas reformas ocorridas ao longo do tempo muitas se perderam, e outras foram transferidas para outros locais, como a sacristia e o Museu de Arte Sacra. Entre as relíquias que sobreviveram se destacam um busto-relicário de Santo Inácio revestido de prata, a imagem de Nossa Senhora das Maravilhas, também prateada, e bustos de Santa Úrsula e mais dez mulheres representativas das Onze Mil Virgens. O teto da nave tem uma rica decoração em talha com símbolos jesuíticos, em cujo centro se encontra um grande medalhão radiante com o monograma IHS (Iesus Hominum Salvator - Jesus Salvador dos Homens), o símbolo da Companhia de Jesus.

### Batistério e sacristia

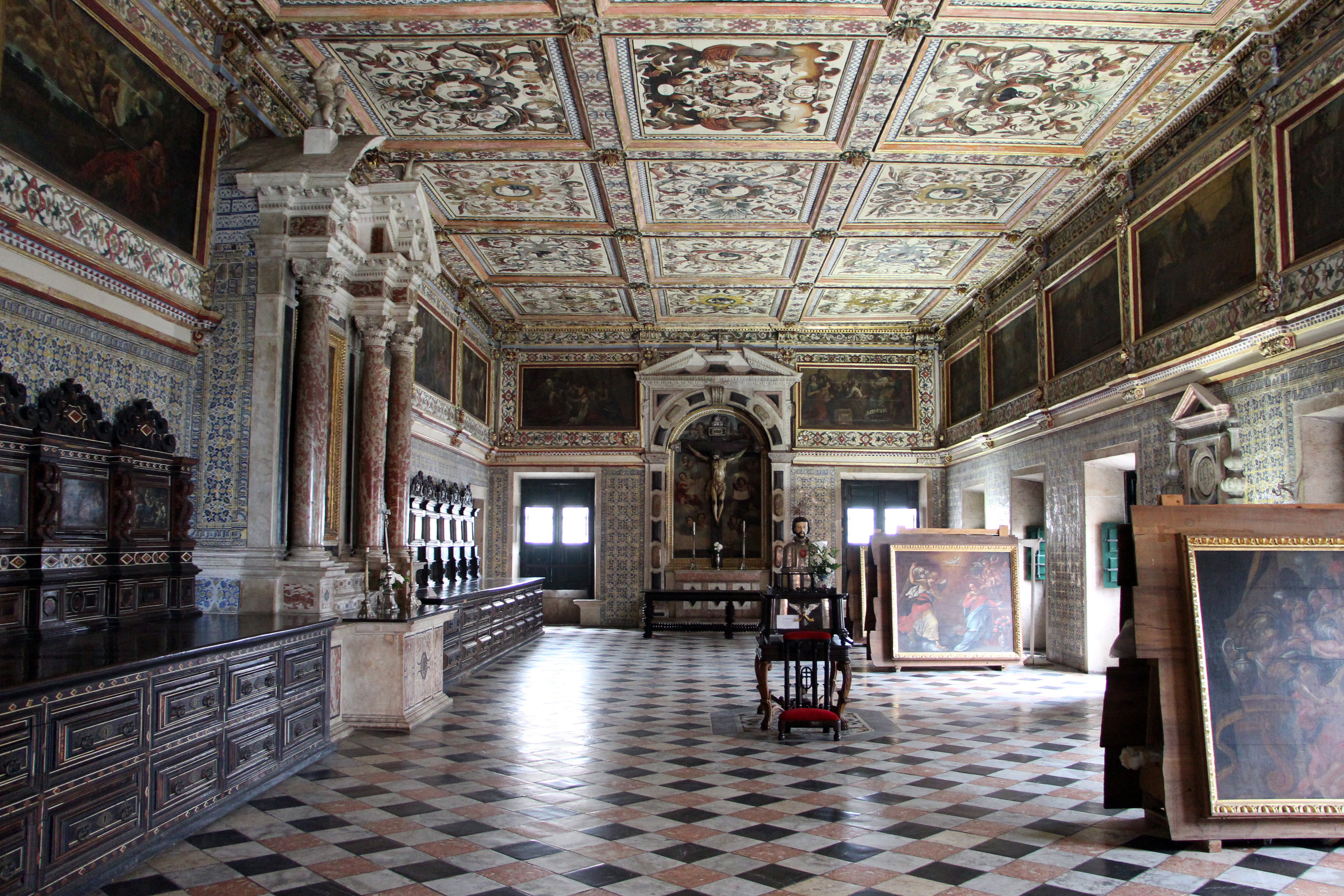
Sacristia

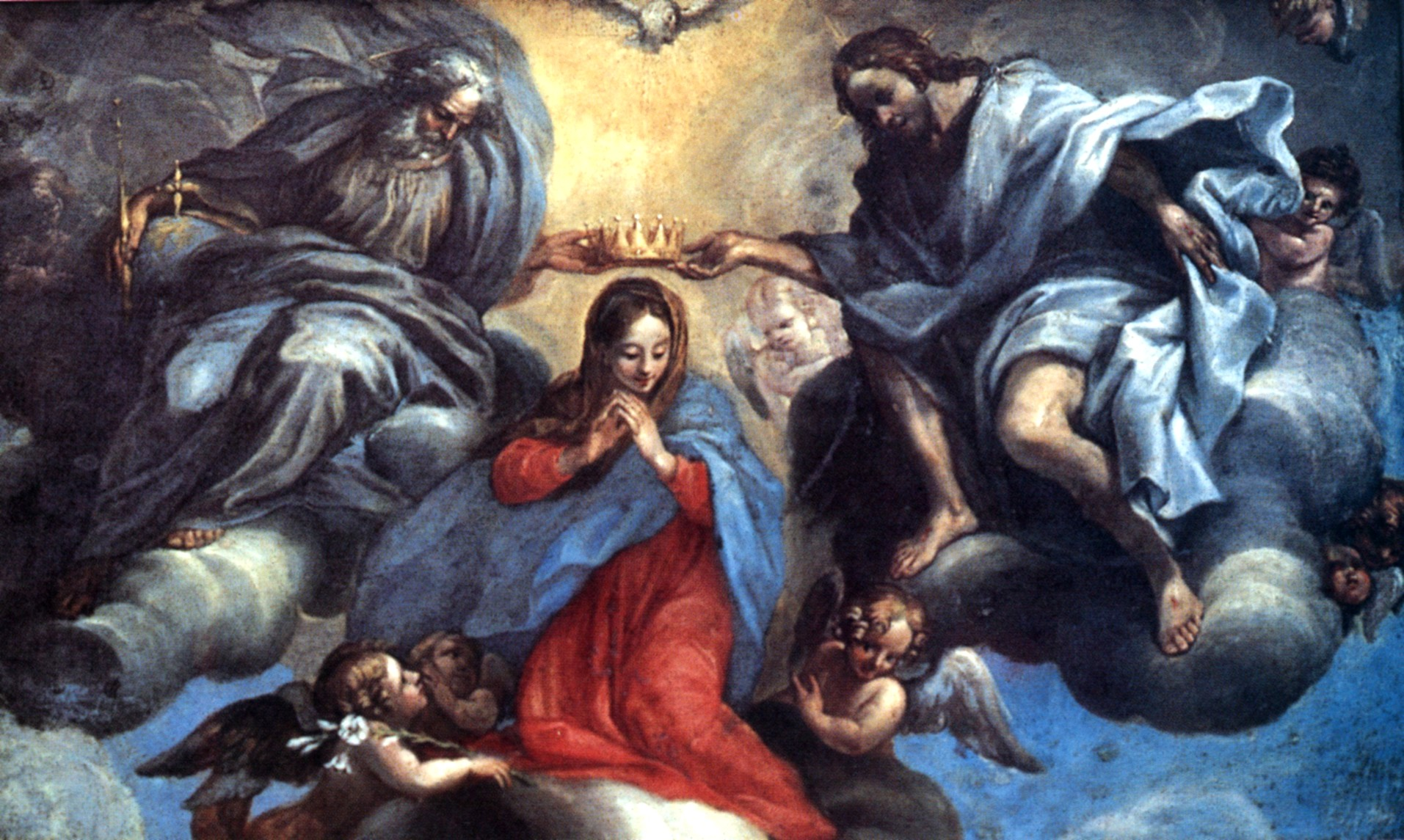
Coroação de Maria, pintura na sacristia

No batistério se encontra uma grande pia batismal esculpida em um bloco único de pedra de lioz. A ampla sacristia também possui tesouros, destacando-se três altares barrocos de mármore multicolorido proveniente da Itália, onde são expostas estátuas e pinturas de grande porte; um grande arcaz entalhado em jacarandá por Luís Manuel de Matosinhos e Cristóvão de Aguiar, com incrustações de marfim e casco de tartaruga, e pinturas encaixadas de autoria do neerlando-italiano Gherardo delle Notti, e um lavabo em pedra. Na parede sobre o arcaz existe uma série de grandes pinturas sobre o Antigo Testamento, e o teto é decorado com pintura em caixotões, mostrando mártires e apóstolos jesuítas junto com motivos florais em estilo maneirista. As paredes são revestidas até meia-altura de azulejos pintados.

### Museu de Arte Sacra
A antiga livraria do colégio se localiza acima da sacristia. Seu acesso é feito por uma passagem com revestimentos de azulejos, e possui uma notável pintura em seu teto, no estilo da arquitetura ilusionística, com alegorias do Tempo e da Fortuna, atribuídas a Antônio Simões Ribeiro. Hoje ali funciona o Museu de Arte Sacra. A Catedral e todo o seu acervo foram tombados pelo Iphan em 1938 pela sua grande importância histórica e artística.

### Catacumba
Debaixo de uma lápide de mármore do altar-mor foi descoberta uma escadaria que servia de acesso a uma antiga catacumba. Além desta catacumba, também foram encontradas ossadas, incluindo treze crânios humanos,  no interior da capela de Santo Inácio de Loyola.